# لانيل (كيبك)
لانيل (بالإنجليزية: Laniel, Quebec)‏ هي منطقة غير المنظمة في كيبيك تقع في كندا في بلدية مقاطعة تميسكامينغ الإقليمية ‏. يقدر عدد سكانها بـ 69 نسمة ومساحتها 540.00 كم2 .